# Ненасильственная смерть
Ненасильственная смерть (внезапная) — это категория смерти, характеризующая смерть, которая наступает в результате какого-либо заболевания: соматического, инфекционного или какого-либо иного патологического состояния, не связанного напрямую с внешним воздействием. Нередко ненасильственная смерть по своим внешним проявлениям (необычность обстановки или обстоятельств, внезапность, предшествующее незначительное внешнее воздействие и другие) может вызвать подозрение на насильственный характер смерти.
Ненасильственная смерть либо же внезапная смерть может оказаться трагическим исходом различных заболеваний. Статистические данные характеризующие распространенность ВС, существенно различаются в разных исследованиях и разных странах. Во многом это объясняется разногласиями в трактовке самого понятия ВС. Всемирная организация здравоохранения (ВОЗ) определяет ее, как засвидетельствованную ненасильственную смерть, происходящую мгновенно или в течение 1 часа после начала острых симптомов. Если же у события не было свидетелей, ВС определенна временным интервалом не более 24 часов от того момента, когда человека в последний раз видели живым. Также стоит отметить, что острая алкогольная интоксикация, острое отравление наркотическими веществами или смерть от других токсических веществ рассматриваются как насильственная смерть и исключены из понятия ВBC.
Самым распространенным видом ненасильственной смерти является смерть обусловленная патологическими изменениями со стороны сердца или коронарных артерий. Такую смерть принято называть внезапной сердечной смертью (ВСС), она составляет 50 % и более от всей сердечной деятельности. В тех случая, когда не выявлена никакая иная причина и не обнаружено структурных или гистологических изменений миокарда или сосудов сердца, причина смерти описывается как аутопсия-отрицательная и трактуется как синдром внезапной аритмической смерти.
Аутопсия-отрицательную или же необъяснимую смерть во сне, чаще всего называют синдромом внезапной необъяснимой смерти.
В подавляющем большинстве случае по результатам судебно-медицинской аутопсии причина ВСС молодых людей формулируется, как кардиомиопатия, чаще всего неуточненная, токсическая или алкогольная.

## Роды ненасильственной смерти
- смерть физиологическая (в результате естественного старения либо недоразвития организма);
- смерть патологическая (от заболеваний). Патологическая смерть может быть:
  - скоропостижной (или внезапной) быстро наступившая, неожиданная для окружающих ненасильственная смерть на фоне кажущегося здоровья от скрыто или атипично протекавшего хронического или внезапно возникшего острого заболевания;
  - смерть от заболевания — смерть, вызванная заболеванием.

## Виды ненасильственной смерти
Основные виды ненасильственной смерти:
- от заболеваний сердечно-сосудистой системы;
- от заболеваний органов дыхания;
- от заболеваний центральной нервной системы;
- от заболеваний желудочно-кишечного тракта;
- от злокачественных новообразований;
- от заболеваний мочеполовой системы;
- от инфекционных заболеваний;
- при беременности и родах;
- от заболеваний других систем организма.